# Лобель, Марсель
Марсель Лобель (фр. Marcel Lobelle; 1883, Кортрейк — 30 августа 1967, Слау) — бельгийский авиаконструктор, проведший всю свою карьеру в Великобритании.

## Биография
Родился в Кортрейке, Фландрия, в 1893 году.
Служил в бельгийской армии в начале Первой мировой войны, сражался в элитном подразделении 1-го гренадерского полка. Был тяжело ранен в боях за Tervaete, в ходе битвы на Изере, в октябре 1914 года. После полученных ранений занимал вспомогательные должности, пока его демобилизовали из армии в 1917 году.
Переехав в Великобританию, Лобель начал работать в авиационной отрасли, в WG Tarrant Company, где он принимал участие в строительстве тяжелого бомбардировщика Tarrant Tabor, затем перешел в Martinsyde.
После окончания войны, он перешел на работу в компанию Fairey Aviation Company Ltd, которая в то время переживает трудные времена, как и все авиационная промышленность того времени, из-за малых заказов британских ВВС. Тем не менее, Fairey удалось стать одним из постоянных поставщиков британской военно-морской авиации.
На Фейри он первоначально занимал должность помощника главного конструктора Чарльза Ричарда Фейри (Charles Richard Fairey) в отделе проектирования и планирования, в то время как другой бельгийский инженер, Эрнест Оскар Типс (Ernest Oscar Tips), отвечал за выполнение других функций: тест-пилот и менеджер по доставке. Позже Лобель сменил Ч. Р. Фейри в качестве главного конструктора компании. Первым самолётом, который он произвел в 1925 году по частной инициативе компании, стал прототип истребителя Fairey Firefly I, предназначенный для экспорта в Бельгию. Так же Лобель был главным конструктором: Fairey Fox, Fairey Firefly II, Fairey Swordfish, Fairey Battle, Fairey P.4/34, Fairey Fulmar, Fairey Albacore и Fairey Barracuda.
В 1940 году Лобель покинул Фейри. Вместе с Эриком Моббсом он перешел в R. Malcolm Company, у которой были финансовые проблемы и где в 1941 году он разработал проект истребителя ML Night Fighter, также известный как ML NF.18/40, который остался на стадии проектирования. Эрик Моббс сделал необходимый финансовый вклад и стал директором компании, которая впоследствии, в 1946 году стала ML Aviation (от инициалов Эрика Моббса и Марселя Лобеля, соответственно бизнес-менеджера и главного конструктора).
ML Aviation проектировала и изготавливала все виды деталей и систем для авиационной промышленности. В рамках проекта ML Aviation был реализован первый прототип катапультируемого кресла, эксперименты с которым состоялись в апреле 1951 года с запуском на специально модифицированном самолёте Boulton Paul P.82 DefiantTT Mk.II. Этот эксперимент потерпел полный провал и привел к смерти лидера летчиков-испытателей Hawker, S\L «Wimpey» Wade. После этого провала, Королевские ВВС предпочел закупить конкурирующий продукт, изготовленный Martin-Baker.
В 1952 году, среди прочего, Лобель разработал U120D — беспилотный летательный аппарат, предназначенный в качестве мишени. В 1961 года разработал летный шлем со встроенной кислородной маской.
Лобель скончался в больнице Уэксхем-Парк (Wexham Park Hospital), город Слау, Беркшир, Великобритания, 30 августа 1967 года.